# 839-й гаубичный артиллерийский полк (1-го формирования)
839-й гаубичный артиллерийский полк — воинская часть Вооружённых Сил СССР в Великой Отечественной войне.

## История
Полк формировался в Кировской области в декабре 1941 года. На вооружении полка состояли 122-миллиметровые гаубицы. Полк был механизирован и полностью укомплектован средствами тяги в виде тракторов «Коммунар».
В действующей армии во время Великой Отечественной войны с 18 декабря 1941 года по 26 августа 1942 года.
В декабре 1941 года отправился на фронт по маршруту Буй, Рыбинск, Ярославль, разгрузился на станции Бурга и прибыл к месту дислокации в Малую Вишеру, где вошёл в состав 2-й ударной армии.
Перед началом Любанской операции орудия заняли позиции в районе небольших посёлков 1-я и 2-я Александровская колония, штаб полка расположился в Селищенских казармах. С 7 января 1942 года поддерживает наступление войск 2-й ударной армии, наступавшей через Волхов. С 13 января 1942 года, с возобновлением наступления вновь ведёт огонь по укреплениям противника на левом берегу Волхова, поддерживает в наступлении 327-ю стрелковую дивизию.
25 января 1942 года был введён в прорыв у Мясного Бора, для поддержки ударной группировки армии, основу которой составлял 13-й кавалерийский корпус, продвигался по маршруту Костылево — Любино Поле — Красная Горка на подступах к Любани, где и находится до конца мая 1942 года, после чего начал, как и все части армии, отход с целью дальнейшего прорыва из окружения.
22-25 июня 1942 года из окружения вышли незначительные остатки полка без материальной части.
26 августа 1942 года остатки полка были обращены на укомплектование 172-го гаубичного артиллерийского полка

## Подчинение
| Дата            | Фронт (округ)                                              | Армия             | Корпус | Дивизия | Бригада | Примечания |
| --------------- | ---------------------------------------------------------- | ----------------- | ------ | ------- | ------- | ---------- |
| 01.12.1941 года | Уральский военный округ                                    | -                 | -      | -       | -       | -          |
| 01.01.1942 года | Волховский фронт                                           | 2-я ударная армия | -      | -       | -       | -          |
| 01.02.1942 года | Волховский фронт                                           | 2-я ударная армия | -      | -       | -       | -          |
| 01.03.1942 года | Волховский фронт                                           | 2-я ударная армия | -      | -       | -       | -          |
| 01.04.1942 года | Волховский фронт                                           | 2-я ударная армия | -      | -       | -       | -          |
| 01.05.1942 года | Волховский фронт                                           | 2-я ударная армия | -      | -       | -       | -          |
| 01.06.1942 года | Ленинградский фронт (Группа войск Волховского направления) | 2-я ударная армия | -      | -       | -       | -          |
| 01.07.1942 года | Ленинградский фронт (Волховская группа войск)              | 2-я ударная армия | -      | -       | -       | -          |
| 01.07.1942 года | Волховский фронт                                           | 2-я ударная армия | -      | -       | -       | -          |
| 01.08.1942 года | Волховский фронт                                           | 2-я ударная армия | -      | -       | -       | -          |